# Ab assuetis non fit passio
Ab assuetis non fit passio è una locuzione latina che letteralmente significa: "Dalle cose abituali (alle quali siamo assuefatti) non nasce la passione".
In una traduzione più libera, indica che "le cose comuni non fanno impressione", a significare che il vero stupore si ha dall'imprevisto.